# 刑事マディガン
『刑事マディガン』（原題：Madigan）は、1968年制作のアメリカ合衆国の刑事アクション・サスペンス映画。
リチャード・ドハティの小説（原題：The Commissioner「本部長」「警察委員長」の意味）を原作に映画化。ドン・シーゲル監督、リチャード・ウィドマーク、ヘンリー・フォンダ出演。

## あらすじ
ニューヨーク市警察の刑事ダニエル・マディガンは相棒のロッコ・ボナーロと2人で、ブルックリンに拠点を置くギャングのベネシュの摘発に向かうが、裸の女がいて隙をつかれて逃げられたうえ、拳銃を奪われてしまう。
マディガンはラッセル本部長から72時間以内に拳銃を取り戻すよう厳命を受け、血眼になってベネシュの行方を追うが、ラッセルに押し付けられた仕事第一で家庭を顧みないマディガンに美人妻のジュリアは爆発寸前で、給料も少なく、「警部になればいいのになる気もない」と不満をぶちまける。
また、ラッセルもマディガンの一件に加えて、長年の親友であるケイン警部に汚職疑惑が発覚し、自身の上流の夫人との愛人問題でも悩んでいた。しかも、「子を持つ親の気持ちが分からない」と責められる。
ラッセルはケイン警部に汚職のことを突き詰めると、彼が息子のために汚職したということが判明し、彼は「息子に対する親の気持ちが分かるか」と言い、辞職すると告げバッジを返却した。
マディガンは、ジュリアのためにパーティに連れて行くが、マディガンの知人ベン・ウィリアムズに言い寄られる。
そんな中、ついにベネシュによって、マディガンの拳銃により、警官2人への殺人事件が発生する。
2人は、探偵のミジェット・カスティリオーネの力を借りて、ベネシュのポン引きヒューイと接触し、彼の協力を得る。
翌日、ヒューイがベネシュの元にいた姉妹の一人を連れ出し、マディガンらに連絡。
マディガンらは現場のホテルへ向かい、警官隊がホテルの周囲を包囲し、ベネシュと銃撃戦となる。
銃撃戦の末に、マディガンはベネシュを射殺するも致命傷を負ってしまい、病院へと搬送される。
ラッセルはジュリアを慰めようとするが、彼女は彼を罵倒し、ボナーロに支えられながら病室を去る。

## キャスト
| 役名                         | 俳優                       | 日本語吹替                         | 日本語吹替                                                                 | 日本語吹替   |
| 役名                         | 俳優                       | TBS版                              | テレビ朝日版                                                               | ソフト版     |
| ---------------------------- | -------------------------- | ---------------------------------- | -------------------------------------------------------------------------- | ------------ |
| ダニエル・マディガン刑事     | リチャード・ウィドマーク   | 田口計                             | 大塚周夫                                                                   | 菅生隆之     |
| アンソニー・ラッセル本部長   | ヘンリー・フォンダ         | 木村幌                             | 内田稔                                                                     | 大木民夫     |
| ジュリア・マディガン         | インガー・スティーヴンス   |                                    | 小原乃梨子                                                                 | 八十川真由野 |
| ロッコ・ボナーロ刑事         | ハリー・ガーディノ         |                                    | 羽佐間道夫                                                                 | 土師孝也     |
| チャールズ・ケイン警部       | ジェームズ・ホイットモア   |                                    | 久米明                                                                     | 小山武宏     |
| トリシア                     | スーザン・クラーク         |                                    | 香椎くに子                                                                 | 坪井木の実   |
| ミジェット・カスティリオーネ | マイケル・ダン             |                                    | 二見忠男                                                                   | 清水明彦     |
| ジョンジー                   | シェリー・ノース           |                                    |                                                                            |              |
| バーニー・ベネシュ           | スティーヴ・イーナット     |                                    | 中庸助                                                                     | 水内清光     |
| ヒューイ                     | ドン・ストラウド           |                                    | 納谷六朗                                                                   | 高木渉       |
| ジェームズ・プライス         | フランク・マース           |                                    | 千葉耕市                                                                   |              |
| ベン・ウィリアムズ           | ウォーレン・スティーヴンス |                                    | 原田一夫                                                                   |              |
| テイラー博士                 | レイモン・サン・ジャック   |                                    | 坂口芳貞                                                                   |              |
| ハップ・リンチ               | バート・フリード           |                                    | 雨森雅司                                                                   |              |
| 不明 その他                  |                            |                                    | 森ひろ子 吉沢久嘉 藤本譲 芝田清子 峰あつ子 山田礼子 巴菁子 宮村義人 千葉繁 |              |
|                              |                            |                                    |                                                                            |              |
| 演出                         | 演出                       |                                    | 佐藤敏夫                                                                   |              |
| 翻訳                         | 翻訳                       |                                    | 飯嶋永昭                                                                   |              |
| 効果                         | 効果                       |                                    | PAG                                                                        |              |
| 調整                         | 調整                       |                                    | 山田太平                                                                   |              |
| 制作                         | 制作                       |                                    | 東北新社                                                                   |              |
| 解説                         | 解説                       | 荻昌弘                             | 淀川長治                                                                   |              |
| 初回放送                     | 初回放送                   | 1971年6月28日 『月曜ロードショー』 | 1978年9月3日 『日曜洋画劇場』                                              |              |

※テレビ朝日版はソフト版と同時収録のキングレコードから発売中のBlu-ray Discに収録。

## テレビドラマ
本作は1972年に、主人公だけを拝借する形でテレビドラマ化された（邦題：鬼刑事マディガン、 Madigan）。主演は、映画と同じくリチャード・ウィドマーク。「NBC Wednesday Mystery Movie」枠で全6作が製作された。
日本では、まずNETテレビ（現・テレビ朝日）が1975年6月28日に『土曜映画劇場』で放送。シリーズからの一編を『刑事マディガン/マンハッタン事件』として、あたかも映画2作目であるかのように放送した。
その後、東京12チャンネル（現・テレビ東京）が1979年10月13日から同年11月17日まで『土曜刑事シリーズ』の作品として放送した。同局での放送時間は毎週土曜 20:00 - 20:54 （日本標準時）。
| 東京12チャンネル 土曜20:00枠 【本番組から土曜刑事シリーズ】          | 東京12チャンネル 土曜20:00枠 【本番組から土曜刑事シリーズ】 | 東京12チャンネル 土曜20:00枠 【本番組から土曜刑事シリーズ】 |
| 前番組                                                               | 番組名                                                      | 次番組                                                      |
| -------------------------------------------------------------------- | ----------------------------------------------------------- | ----------------------------------------------------------- |
| 土曜サマースペシャル （1979年7月7日 - 1979年9月29日） ※19:30 - 20:54 | 鬼刑事マディガン （1979年10月7日 - 1979年11月17日）         | 潜行刑事ダン （1979年11月24日 - 1980年2月2日）              |